# Acurê

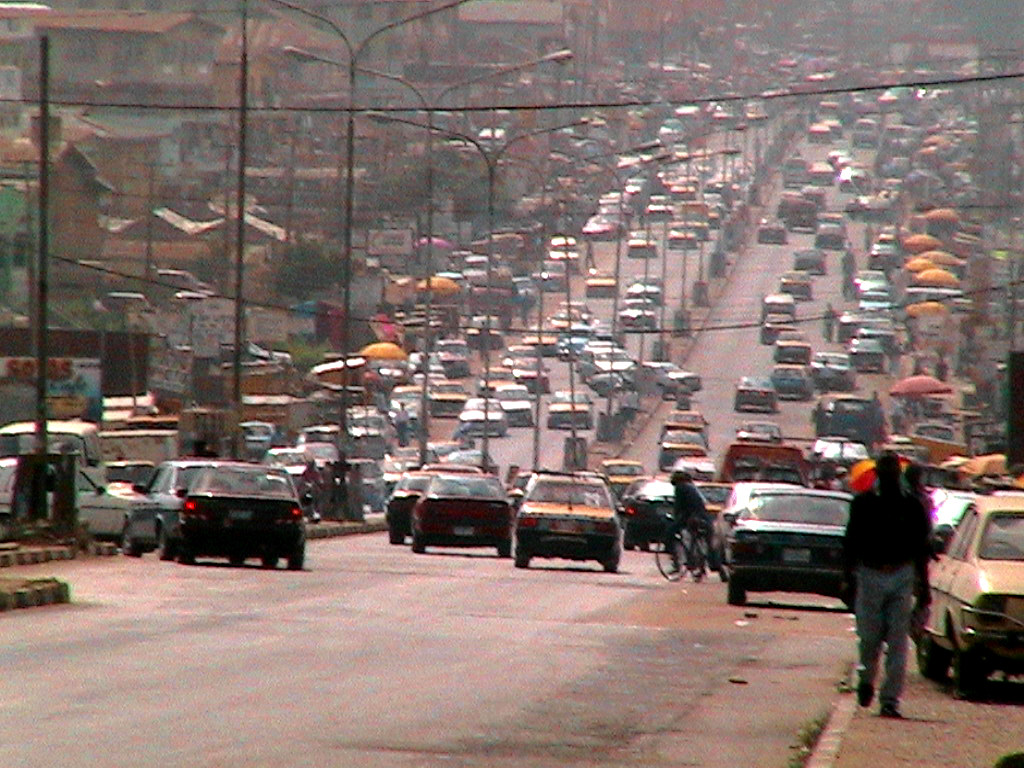
Acurê (2010)

Acurê (Akure) é uma cidade na região sudoeste da Nigéria, e é a maior cidade e capital do estado de Ondô. A cidade tem uma população de cerca de 387.087 habitantes. As pessoas são iorubás. 